# Enrico Cecchetti

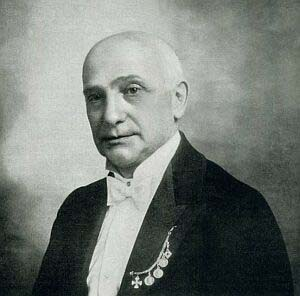
Enrico Cecchetti (um 1921)

Enrico Cecchetti (* 21. Juni 1850 in Rom; † 13. November 1928 in Mailand) war ein italienischer Balletttänzer, Pantomime, Ballettmeister und Ballettpädagoge. Er ist Begründer der Cecchetti-Methode, einem pädagogischen Leitfaden für den Ballettunterricht.

## Leben und Wirken
Cecchetti war Sohn eines Tänzerpaares und debütierte im Alter von fünf Jahren in Genua. Er studierte in Florenz bei dem Carlo-Blasis-Schüler Giovanni Lepri und weiterhin bei Cesare Coppini in Mailand und bei Filippo Taglioni. Er bereiste Amerika mit einer Tänzertruppe und war ab 1870 als Tänzer an der Scala und mit Gastspielen in den europäischen Hauptstädten tätig, z. B. in London 1885. Ab 1887 war er beim Kaiserlichen Ballett in St. Petersburg engagiert, wo er 1890 Zweiter Ballettmeister wurde und 1892 Lehrer an der angegliederten Schule. 1910 verpflichtete ihn Sergei Djagilew als Ballettmeister an die Ballets Russes.
Zu seinen Rollenkreationen als Tänzer gehörten die böse Fee Carabosse und der Blaue Vogel in Dornröschen (1890), der Ober-Eunuch in Scheherazade (1910) und der Schaubudenbesitzer in Petruschka (1911).

## Schüler
Berühmte Schüler von Cecchetti waren unter anderem Anna Pawlowa, Vaslav Nijinsky, Agrippina Waganowa, Matilda Kschessinskaja, Olga Preobraschenskaja, Tamara Karsawina, Michel Fokine, Léonide Massine, Ninette de Valois, Alexandra Danilowa, Alicia Markova, Anton Dolin und Serge Lifar.

## Würdigung
Cecchetti war als Tänzer berühmt für seine Beweglichkeit und Kraft. Durch seine technischen Fertigkeiten galt er seinerzeit als bester Ballettvirtuose der Welt. Bleibende Bedeutung hat Cecchetti jedoch „als einer der berühmtesten Pädagogen der modernen Ballett-Geschichte“ erlangt. Die auf den Arbeiten von Carlo Blasis basierende Cecchetti-Methode hat heute noch Weltruhm und wird sehr erfolgreich unterrichtet.